# 가족성 자연 단기 수면
가족성 자연 단기 수면(Familial natural short sleep)은 희귀 유전적 특성이며, 일반적으로 유전된 형질이다. 이 형질을 가진 개인은 평균보다 적은 시간 잠을 자면서도 주간 졸음이나 수면 부족으로 인한 다른 결과를 겪지 않는다. 이러한 과정은 이러한 종류의 개인에게는 완전히 자연스러운 것이며, 특정 유전자 돌연변이로 인해 발생한다. 이 형질을 가진 사람을 "자연 단기 수면자"라고 부른다.
이러한 상태는 의도적인 수면 부족과 혼동해서는 안 된다. 수면 부족은 정상적인 수면량을 필요로 하지만, 가족성 자연 단기 수면을 가진 사람들에게서는 과민성 또는 일시적인 인지 능력 저하와 같은 증상을 남기지 않는다.
이러한 수면 유형은 유전 질환으로 간주되지 않으며, 전반적인 건강과 관련된 알려진 해로운 영향도 없다. 따라서 유전적이며 양성적인 형질로 간주된다.

## 증상

### 징후
이 형질을 가진 개인은 평생 동안 평균 사람들보다 적은 시간(일반적으로 평균 수면 시간인 8시간보다 적은 4~6시간) 잠을 자면서도 비교적 잘 쉬었다는 느낌으로 깨어나는 능력을 가지고 있는 것으로 알려져 있다. 또한, 수면 부족으로 인해 발생하는 어떠한 결과도 나타나지 않는데, 이는 일반인이 가족성 자연 단기 수면을 가진 사람들에게 흔한 수면 시간과 빈도로는 할 수 없는 일이다.
가족성 자연 단기 수면을 가진 사람들의 또 다른 공통적인 특성은 기억을 회상하는 능력이 향상된다는 것이다. 다른 일반적인 특성으로는 외향적인 성격, 높은 생산성, 평균보다 낮은 체질량 지수(더 빠른 신진대사 때문일 수 있음), 높은 회복력, 그리고 높아진 통증 내성이 있다. 이 모든 특성은 자연 단기 수면을 가진 사람들에게서 자연 정상 수면을 가진 사람들보다 약간 더 좋은 질을 보여주며, 본질적으로 평균 사람들보다 약간 더 효율적이다.

### 발병
이 상태는 평생 지속되며, 이는 자연 단기 수면자가 거의 모든 삶 동안 평균보다 짧게 잠을 잤음을 의미한다.

### 유전
이 형질은 상염색체 우성 형질로 유전된다. 이는 자연 단기 수면자가 되려면 이 상태와 관련된 돌연변이 사본을 최소 하나 이상 가지고 있어야 하며, 이 돌연변이는 유전되었거나 자발적인 유전적 오류로 인해 발생했어야 한다는 의미이다. 가족성 자연 단기 수면과 관련된 돌연변이 보인자는 자손에게 돌연변이를 전달할 확률이 50%이다.

## 합병증
이 질환과 관련된 알려진 건강 합병증은 없다.
2001년에 실시된 연구에 따르면 자연 단기 수면자는 임상 전 경조증에 더 취약하다. 경조증은 청소년기에 가장 흔한 일시적인 정신 상태로, 급한 생각, 목표 지향 활동에 비정상적으로 높은 집중력, 비정상적으로 행복한 기분, 그리고 수면의 불필요성을 특징으로 한다.

## 유전학
초기 연구, 특히 잉 후이 푸 연구실의 연구에서는 연구된 가족들에게서 유전 가능한 짧은 수면을 유발하는 몇 가지 돌연변이를 명명했다. 이 돌연변이들은 DEC2/BHLHE41, ADRB1, NPSR1, 그리고 GRM1 유전자를 포함한다. 그러나, 이후의 바이오뱅크 연구에서는 이들 돌연변이 또는 동일 유전자 내의 다른 고영향 돌연변이 보인자들은 수면 시간 감소를 보이지 않았다. 이는 원래 사례 보고서의 짧은 수면 표현형이 다른 근거를 가지고 있었음을 시사한다.
현재의 유전체 전체 연관성 연구는 수면 길이와 같은 수면 행동이 고도로 다유전자성이며, 대부분의 유전율은 작은 효과를 가진 변이체로 설명된다고 제안한다. 현재까지 발견된 수면 길이에 대한 가장 큰 비병인성 유전적 효과는 PAX8 유전자의 변이와 관련된 2.44 또는 3.24분의 변화이다.

## 진단
이 형질은 그 자체로 질환으로 간주되지 않으므로 일반적으로 진단이 필요하지 않다. 그러나 의사가 상태를 진단하는 데 사용할 수 있는 다양한 방법이 있으며, 아침형-저녁형 설문지, 뮌헨 크로노타입 설문지 등과 같은 설문지 사용을 포함하되 이에 국한되지 않는다. 이 상태에 대한 임상 진단 방법에는 뇌전도, 델타 파워 분석, 그리고 유전자 검사가 포함된다.

### 감별 진단
이 특정 형질과 유사한 다른 상태들이 있으며, 이들 간에 일부 특징을 공유한다:
- 전진성 수면기 증후군: 이는 일주기 리듬에 영향을 미치는 희귀 질환으로,[37] 개인이 이른 수면 시작과 그에 상응하는 이른 수면 각성을 규칙적인 수면 스케줄의 일부로 가지고 있는 것이 특징이다.[38][39] 두 수면 특성 모두 이른 각성이라는 점에서 유사하지만, 전진성 수면기 증후군 환자는 일반적으로 평균 사람과 같은 시간(8시간) 잠을 자는 반면, 가족성 자연 단기 수면 환자는 그렇지 않다. 두 가지의 또 다른 차이점은 이른 수면 시작이 가족성 자연 단기 수면을 가진 사람들에게는 나타나지 않는 특징이라는 것이다. 가족성 자연 단기 수면처럼, 이는 유전될 가능성이 있다.[37][40]
- 지연성 수면주기장애: 이는 더 흔한 일주기 리듬 질환(미국 청소년의 약 16%에 영향을 미치는 것으로 추정됨)으로, 늦은 수면 시작과 그에 상응하는 늦은 수면 각성이 특징이다. 두 수면 특성 모두 늦은 수면 시작이라는 점에서 유사하지만, 가족성 자연 단기 수면을 가진 개인은 늦은 수면 각성을 겪지 않는다. 가족성 자연 단기 수면과 달리, 이 질환은 유전성이 높지는 않지만, 적어도 일부 유전적 구성 요소와 관련이 있는 것으로 보인다.[35]

가족성 자연 단기 수면과 혼동될 수 있는 상태 목록:
- 불면증: 이는 급성 또는 만성일 수 있는 흔한 수면 장애로, 개인이 잠들기 어려운 것이 특징이며, 이는 일반적으로 비자발적으로 늦게까지 깨어 있게 되어 수면 시간을 단축시킨다.[41] 불면증과 가족성 자연 단기 수면은 일부 공통적인 특징(예: 늦은 수면 시작)을 공유하지만, 불면증 환자는 수면 부족과 관련된 결과를 겪는 반면, 가족성 자연 단기 수면을 가진 사람들은 실제로 이에 대한 저항력을 가지고 있어 겪지 않는다.[42]

## 유병률
인구의 약 1~3%가 이 특성을 가지고 있는 것으로 추정된다. 미국에서 자연 단기 수면자는 권장량보다 적게 수면하는 인구의 30~35%를 차지하는 더 큰 그룹의 작은 부분이다.

## 가족성 자연 단기 수면과 알츠하이머병
알려지지 않은 이유로, 이 질환을 가진 개인(및 관련 돌연변이)은 치매를 유발하는 신경퇴행성 질환, 주로 알츠하이머병에 대해 유전적으로 보호될 수 있다.
잉 후이 푸는 자연 단기 수면과 관련된 돌연변이 및 치매 위험 증가와 관련된 돌연변이를 가지고 있도록 유전적으로 조작된 생쥐 모델을 사용하여 연구를 수행했다. 결과는 가족성 자연 단기 수면과 치매 돌연변이를 모두 가진 생쥐가 치매 돌연변이만 가진 생쥐보다 치매 증상을 덜 보였다. 알츠하이머병과 짧은 수면 유전자 돌연변이를 모두 가진 동일한 생쥐는 알츠하이머병 돌연변이만 가진 생쥐보다 해마체와 대뇌 피질에 아밀로이드 베타 플라크 침착량이 적었다. 연구에 사용된 가족성 자연 단기 수면 관련 돌연변이는 DEC2-P384R 및 NPSR1-Y206H였고, 알츠하이머병 관련 돌연변이는 PS19 및 5XFAD였다.

## 같이 보기
- 수면 무호흡증
- 수면 후성유전학
- 치명적 가족성 불면증
- 과다수면
- 가위눌림
- 몽유병
- 사건수면